# Cesare Meano
Cesare Antonio Augusto Meano (Torino, 22 dicembre 1899 – Palermo, 24 novembre 1957) è stato un poeta, scrittore e regista italiano.

## Biografia
Nasce da un'antica famiglia valsusina ed è ultimo di tre fratelli e una sorella. Il padre ingegnere, è già infermo, alla sua nascita. Lo zio, Vittorio Meano, è l'architetto che progetta e realizza il "Palazzo del Congresso e del Teatro" (Teatro Colón) di Buenos Aires in Argentina.
Le prime poesie vengono pubblicate nel 1912, quando Meano ha 13 anni e fa la terza ginnasio, su un illustre settimanale di allora, l'"Illustrazione del Popolo". Alla vigilia di Natale dello stesso anno, il padre muore.
Negli anni successivi inizia una collaborazione con diverse riviste di poesia e letteratura, fino al 1918, quando a 17 anni, viene richiamato per la prima guerra mondiale. Un'esperienza che segnerà profondamente Meano, che accentuerà il suo carattere introverso, ma che gli permetterà di esplorare ancora più intimamente la solitudine e l'animo umano.
Negli anni dal 1920 al 1925 scrive due romanzi sullo stile di Gabriele D'Annunzio, ma poco dopo li ripudia. Non corrispondono alla sua visione dell'arte, che lui considera l'espressione del sentimento, del bello e del buono. Dal 1927 al 1929 è un susseguirsi di poesie, collaborazioni con le più importanti testate italiane, tra cui il Corriere della Sera, opere teatrali e conferenze in Italia e all'estero.
Nel 1932 pubblica il romanzo Questa povera Arianna, onorato con la medaglia d'oro al premio Viareggio e tradotto in molte lingue. Nel 1934, con la raccolta di versi Esplorazioni dell'Anima, ha la massima parte del Premio di Poesia alla Biennale di Venezia. Seguono altri due romanzi e il Dizionario Commentario della Moda che nel 1938 viene premiato con l'Encomio Solenne dell'Accademia d'Italia.
Il 1935 è l'anno della commedia teatrale Nascita di Salomè. È l'opera più famosa di Meano, tradotta in 15 lingue, rappresentata in tutte le capitali europee, in molte città degli Stati Uniti e del Canada. Nel 1939 si trasferisce a Roma e scrive due romanzi in piena occupazione tedesca. Inizia a collaborare con l'EIAR producendo racconti e sceneggiature.
Dirige anche un film dal titolo Frontiere, girato all'Ospizio dei Poveri Vecchi di Torino. Gli attori sono quasi tutti non professionisti e gli argomenti trattati sono la povertà e la miseria morale e materiale degli immigrati. Il genere, che oggi scopriamo essere precursore del Neorealismo, non piace al fascismo. Al film partecipa Gino Cervi: è il suo esordio cinematografico.
Dopo la guerra fonda una rivista teatrale e nel 1947 dà vita all'”Associazione Italiana Autori Teatro” (AIAT). 
Muore il 24 novembre 1957 a Palermo, dove è stato incaricato di dirigere il teatro Città di Palermo. Ha 58 anni ed è in piena attività artistica, ma la salute non lo accompagna ormai da diverso tempo.

## Prosa televisiva RAI
- Ventiquattr'ore felici, di Cesare Meano, regia di Claudio Fino (1956)

## Filmografia
- Frontiere, (1934), soggetto, sceneggiatura, regia e montaggio
- La nascita di Salomè, regia di Jean Choux (1940), soggetto e sceneggiatura
- La zia smemorata, regia di Ladislao Vajda (1941), sceneggiatura
- C'era una volta Angelo Musco, regia di Giorgio Walter Chili (1953), sceneggiatura
- Caterina Sforza, la leonessa di Romagna, regia di Giorgio Walter Chili (1959), sceneggiatura